# Franse overzeese orden
De Franse Republiek kende volgens een decreet van 1 september 1950 twee "Franse overzeese orden" (Frans: "Ordre de la France d' Outre-mer"), het ging om de
- Orde van de Zwarte Ster

en de 
- Orde van de Ster van Anjouan

De twee orden waren een erfenis van het koloniale tijdperk waarin onderscheidingen van gekoloniseerde staten zoals Dahomey en de Comoren in het Franse systeem van orden werden opgenomen. De dekolonisatie en herstructurering van het Franse koloniale rijk maakte ook aanpassingen in de Franse ridderorden noodzakelijk.
Drie andere sinds 1896 ingelijfde koloniale orden, te weten:
- De Koninklijke Orde van Cambodja (Cambodja)
- De Orde van de Draak van Annam (Vietnam)

en 
- De Orde van Nichan El-Anouar (Somaliland)

werden op deze datum "Orden van met Frankrijk geassocieerde staten" (Frans:"Ordre des États Associés de l'Union Française"). In 1963 werd het verlenen van de overzeese orden gestaakt. In hun plaats trad de nieuwe "Nationale Orde van Verdienste.
Voor al deze orden gold dat men ten minste 30 jaar oud en eerst Ridder moest zijn om na een bepaalde periode te kunnen worden bevorderd tot een hogere rang. Alleen Officieren van het Legioen van Eer konden Commandeur worden en alleen Commandeurs van het Legioen van Eer werden Commandeur met ster of Grootofficier.

Afgezien van decoraties wegens dapperheid of verdienste tijdens veldtochten golden ook eisen die aan het aantal in de tropen of overzee doorgebrachte jaren werden gesteld.
De koloniale en overzeese orden werden direct na de Franse orden en vóór de "ministeriële orden gedragen. Opmerkelijk is dat men na zijn benoeming niet alleen voor de registratie en het diploma moest betalen maar ook de kleinoden zèlf moest aanschaffen.
lees meer op: 